# NGC 2264
NGC 2264 је расејано звездано јато у сазвежђу Једнорог које се налази на NGC листи објеката дубоког неба.
Деклинација објекта је + 9° 53' 44" а ректасцензија 6h 40m 58,2s. Привидна величина (магнитуда) објекта NGC 2264 износи 4,1. NGC 2264 је још познат и под ознакама OCL 495, LBN 911, Christmas Tree cluster.